# Copa de Madrid femenina de waterpolo
La Copa de Madrid de waterpolo femenino es una competición de waterpolo entre clubes madrileños organizado por  la Federación Madrileña de Natación.

## Historial
Estos son los ganadores de copa:
- 2009: Club Natación Ondarreta Alcorcón; Subcampeón:Club Natación La Latina[1]